# Phạm Xuân Thường
Phạm Xuân Thường (sinh năm 1956) là đại biểu Quốc hội Việt Nam khóa 13, và khóa 12, thuộc đoàn đại biểu Thái Bình.
Ông sinh ngày 16/5/1956, quê quán ở xã Vũ An, huyện Kiến Xương, Thái Bình. Ông là Kỹ sư Khai thác mỏ lộ thiên, Cử nhân Luật, có bằng Cử nhân chính trị.
Ông gia nhập Đảng Cộng sản Việt Nam vào ngày 24/10/1983.
Từ 2007-2011, ông là ĐBQH Việt Nam khóa 12.
Từ 2011-2016, ông là Trưởng đoàn chuyên trách Đoàn ĐBQH tỉnh Thái Bình khóa XIII, Ủy viên Ủy ban Tư pháp của Quốc hội.

## Nhận xét
Thảo luận về báo cáo tổng kết nhiệm kỳ của Chủ tịch nước sáng 29/3/2016 tại Quốc hội, đại biểu Phạm Xuân Thường đề nghi Chủ tịch nước và Thủ tướng nên giải thích "tại sao trong thời gian chiến tranh, chúng ta có đến hơn 1 triệu quân chính quy, nhưng số lượng cấp tướng trong lực lượng vũ trang của chúng ta chỉ có 72 người cho đến khi kết thúc thời kỳ chiến tranh chống Mỹ. Nhưng, đến thời kỳ hiện nay, chúng ta có khoảng 400 cấp tướng". Trước đó, báo cáo trước Quốc hội, Chủ tịch nước cho biết với quyền thống lĩnh vực lượng vũ trang, trong 5 năm, Chủ tịch nước đã ký quyết định phong thăng hàm cấp tướng cho hơn 300 sĩ quan (gồm 194 sĩ quan quân đội và 119 sĩ quan công an), trong đó có 3 thượng tướng được thăng lên hàm đại tướng, 23 trung tướng lên thượng tướng, 55 thiếu tướng lên trung tướng, 211 đại tá lên thiếu tướng.